# Wespus
Wespus is een geslacht van hooiwagens uit de familie Phalangodidae.
De wetenschappelijke naam Wespus is voor het eerst geldig gepubliceerd door Goodnight & Goodnight in 1942. 

## Soorten
Wespus is monotypisch en omvat slechts de volgende soort:
- Wespus arkansasensis